# Harry Strauss
Harry Strauss (Brooklyn, New York, 1909. július 28. – New York, 1941. június 12.) amerikai gengszter, bérgyilkos, a Murder, Inc. egyik vezetője és az amerikai szervezett bűnözés egyik ismert alakja volt. Társa, Abraham Reles később ellene fordult és elítélése után villamosszék alkalmazásával kivégezték a Sing Singben.

## Élete
Harry Strauss 1909. július 28-án született Brooklynban egy zsidó származású család gyermekeként. A későbbiekben csatlakozott az amerikai szervezett bűnözéshez és az úgynevezett Murder, Inc. bérgyilkosa, majd Abraham Reles mellett egyik vezetője lett az 1930-as években. A sokak által csak Pittsburgh Philként ismert Strauss több mint 30 személy életét oltotta ki lőfegyvert, jégcsákányt, vagy kötelet használva. Egyszer pedig egy színház falán elhelyezett tűzoltó csákányt akart igénybe venni az egyik gyilkossághoz. Módszerei között szerepelt a vízbefojtás és az élve eltemetés is. Fegyvert csak akkor tartott magánál, amikor használni akarta. Áldozatai döntő többségében maguk is gengszterek voltak. Voltak köztük besúgók, bűnbandák tolvajai, egyéb bandatagok és olyanok is, akik keresztezték Murder, Inc. útját. Strauss és Reles gyakran dolgozott az amerikai nemzeti bűnszövetkezetnek (National Crime Syndicate), különösen Lepke Buchalter és Albert Anastasia megrendelésére.
Vidéki megrendelésre is dolgozott. Az ottani bűnszövetkezetek szívesen vették igénybe szolgáltatásait, mivel a helyi hatóságok nem ismerték. Egyik ilyen híresebb esete a bíbor banda egyik tagjának, Harry Millmannek a meggyilkolása volt 1937-ben. A gyilkolás nem okozott nála lelkiismeret furdalást és bármi, ami megzavarta ebben a tevékenységében dühöt váltott ki belőle. Legjobb példa erre Irving „Puggy” Feinstein könyvelő, aki Anastasia útját keresztezte, meggyilkolása volt 1939. szeptember 5-én. Feinstein megharapta és ezért kötél alkalmazásával kegyetlen és lassú halált kellett halnia. Strauss az eredeti terv szerint jégcsákányt akart használni a gyilkossághoz. Sebesülése okozta dühében végül néhány bűntársával együtt egy üres szobába szállították Feinstein testét és felgyújtották. Az eset annyira feldühítette, hogy a vacsorára tálalt homárt sem tudta elfogyasztani.
Strausst a Pittsburgh Phil becenév mellett sokan csak Pepként ismerték. A gyilkosságok mellett tettleg bántalmazással, tolvajlással és drogterjesztéssel is foglalkozott. 18 alkalommal tartóztatták le, de addig nem került sor az elítélésére, amíg bűnösnek nem találták a Feinstein-gyilkosságban, melynek köszönhetően őt és társát, Martin „Buggsy” Goldsteint villamosszék általi kivégzésre ítélték. 1940 szeptemberében Abraham Reles elkezdett a korábbi társai ellen tanúskodni. Ennek következtében Strauss és Goldstein ellen bírósági eljárást kezdeményeztek Irving Feinstein meggyilkolása, valamint öt másik gyilkosság miatt. Strauss a tárgyalás során (és azt követően is) elmebetegnek tettette magát. Terve azonban nem vált be és az esküdtek bűnösnek találták emberölés bűntettében. 1941. június 12-én villamosszék alkalmazásával végezték ki a Sing Singben.